# Восточный (Озинский район)
Восто́чный — хутор в Озинском районе Саратовской области. Входит в состав Озёрского муниципального образования.

## География
Хутор находится на расстоянии примерно 25 км (по прямой) на северо-восток от посёлка Озинки, административного центра района.

## Население
| 2002 | 2010 |
| ---- | ---- |
| 135  | ↘40  |

### Национальный состав
Согласно результатам переписи 2002 года, в национальной структуре населения курды составляли 75 % из 135 чел.